# Campionati italiani primaverili di nuoto 2021
I 67° Campionati italiani primaverili di nuoto (nome ufficiale, per ragioni di sponsorizzazione, Assoluti Primaverili UnipolSai) si sono svolti a Riccione dal 31 marzo al 3 aprile 2021. È stata utilizzata la vasca da 50 metri.

## Podi

### Uomini
| Evento       | Oro                   | Tempo    | Argento                       | Tempo    | Bronzo               | Tempo    |
| Stile libero |                       |          |                               |          |                      |          |
| 50 m         | Lorenzo Zazzeri       | 21"89    | Leonardo Deplano              | 22"11    | Alessandro Bori      | 22"15    |
| 100 m        | Alessandro Miressi    | 48"34    | Thomas Ceccon                 | 48"50    | Manuel Frigo         | 48"83    |
| 200 m        | Stefano Ballo         | 1'46"76  | Stefano Di Cola Filippo Megli | 1'47"45  |                      |          |
| 400 m        | Gabriele Detti        | 3'44"65  | Marco De Tullio               | 3'44"74  | Matteo Ciampi        | 3'47"61  |
| 800 m        | Gregorio Paltrinieri  | 7'41"96  | Gabriele Detti                | 7'46"58  | Marco De Tullio      | 7'50"98  |
| 1500 m       | Gregorio Paltrinieri  | 14'40"38 | Luca De Tullio                | 15'05"31 | Domenico Acerenza    | 15'06"39 |
| Dorso        |                       |          |                               |          |                      |          |
| 50 m         | Lorenzo Mora          | 25"30    | Simone Sabbioni               | 25"34    | Simone Stefanì       | 25"35    |
| 100 m        | Simone Sabbioni       | 53"91    | Matteo Restivo                | 54"41    | Cristopher Ciccarese | 54"68    |
| 200 m        | Lorenzo Mora          | 1'57"23  | Matteo Restivo                | 1'57"69  | Cristopher Ciccarese | 1'58"44  |
| Rana         |                       |          |                               |          |                      |          |
| 50 m         | Nicolò Martinenghi    | 26"39    | Alessandro Pinzuti            | 27"22    | Simone Cerasuolo     | 27"50    |
| 100 m        | Nicolò Martinenghi    | 58"37    | Alessandro Pinzuti            | 59"72    | Federico Poggio      | 59"92    |
| 200 m        | Edoardo Giorgetti     | 2'10"93  | Andrea Castello               | 2'11"16  | Alessandro Fusco     | 2'12"56  |
| Farfalla     |                       |          |                               |          |                      |          |
| 50 m         | Piero Codia           | 23"47    | Thomas Ceccon                 | 23"53    | Lorenzo Gargani      | 23"64    |
| 100 m        | Piero Codia           | 52"06    | Federico Burdisso             | 52"14    | Matteo Rivolta       | 52"20    |
| 200 m        | Federico Burdisso     | 1'54"41  | Alberto Razzetti              | 1'56"10  | Giacomo Carini       | 1'57"42  |
| Misti        |                       |          |                               |          |                      |          |
| 200 m        | Alberto Razzetti      | 1'57"13  | Lorenzo Glessi                | 2'00"81  | Matteo Pelizzari     | 2"01"38  |
| 400 m        | Pier Andrea Matteazzi | 4'15"80  | Pietro Paolo Sarpe            | 4'19"42  | Federico Turrini     | 4'21"06  |

### Donne
| Evento       | Oro                  | Tempo    | Argento                                    | Tempo    | Bronzo                            | Tempo    |
| Stile libero |                      |          |                                            |          |                                   |          |
| 50 m         | Costanza Cocconcelli | 25"04    | Federica Pellegrini                        | 25"07    | Silvia Di Pietro Chiara Tarantino | 25"19    |
| 100 m        | Federica Pellegrini  | 53"86    | Chiara Tarantino                           | 54"90    | Silvia Di Pietro                  | 54"97    |
| 200 m        | Federica Pellegrini  | 1'56"69  | Margherita Panziera                        | 1'59"52  | Stefania Pirozzi                  | 2'00"38  |
| 400 m        | Simona Quadarella    | 4'06"49  | Martina Rita Caramignoli                   | 4'08"39  | Giulia Salin                      | 4'11"04  |
| 800 m        | Simona Quadarella    | 8'23"77  | Martina Rita Caramignoli                   | 8'26"02  | Giulia Salin                      | 8'31"35  |
| 1500 m       | Simona Quadarella    | 15'57"03 | Martina Rita Caramignoli                   | 15'59"13 | Ginevra Taddeucci                 | 16'21"93 |
| Dorso        |                      |          |                                            |          |                                   |          |
| 50 m         | Silvia Scalia        | 28"17    | Costanza Cocconcelli                       | 28"26    | Margherita Panziera               | 28"38    |
| 100 m        | Margherita Panziera  | 59"75    | Carlotta Zofkova                           | 1'00"78  | Erika Francesca Gaetani           | 1'01"03  |
| 200 m        | Margherita Panziera  | 2'05"56  | Erika Francesca Gaetani                    | 2'11"80  | Martina Cenci                     | 2'12"20  |
| Rana         |                      |          |                                            |          |                                   |          |
| 50 m         | Benedetta Pilato     | 29"91    | Martina Carraro                            | 30"65    | Arianna Castiglioni               | 30"77    |
| 100 m        | Martina Carraro      | 1'05"86  | Arianna Castiglioni Benedetta Pilato - RIC | 1'06"00  |                                   |          |
| 200 m        | Francesca Fangio     | 2'25"10  | Lisa Angiolini                             | 2'25"16  | Ilaria Togni                      | 2'28"83  |
| Farfalla     |                      |          |                                            |          |                                   |          |
| 50 m         | Silvia Di Pietro     | 26"38    | Costanza Cocconcelli                       | 26"59    | Elena Di Liddo                    | 26"62    |
| 100 m        | Elena Di Liddo       | 57"85    | Ilaria Bianchi                             | 58"37    | Claudia Tarsia                    | 58"85    |
| 200 m        | Ilaria Cusinato      | 2'09"75  | Antonella Crispino                         | 2'09"80  | Anna Pirovano                     | 2'10"33  |
| Misti        |                      |          |                                            |          |                                   |          |
| 200 m        | Sara Franceschi      | 2'11"57  | Ilaria Cusinato                            | 2'11"75  | Anna Pirovano                     | 2'13"79  |
| 400 m        | Sara Franceschi      | 4'37"06  | Ilaria Cusinato                            | 4'40"58  | Carlotta Toni                     | 4'44"04  |